# Temporada 1903 de las Grandes Ligas de Béisbol
La Temporada 1903 de las Grandes Ligas de Béisbol fue la primera en la que tuvo lugar una Serie Mundial entre la Liga Americana y la Liga Nacional, finalizando así una serie de disputas entre ambas organizaciones, aunque el evento sería suspendido el año siguiente. Entre las estadísticas más relevantes de ese año se encuentran los 12 errores cometidos entre los equipos Chicago White Stockings (12) y Detroit Tigers (6) en un encuentro sostenido el 6 de mayo; una blanqueada de once innings del lanzador Jesse Stovall de Cleveland Indians ante Pittsburgh Pirates; dos juegos completos del lanzador de Boston Beaneaters, Wiley Pratt, en un mismo día (ambas derrotas ante Pittsburgh Pirates); y los seis errores cometidos por Pittsburgh  en un solo inning el 20 de agosto ante New York Giants.

## Temporada regular: posiciones finales y líderes individuales en principales estadísticas

### Liga Americana
| Equipo                  | G  | P  | Prom. | JV     |
| ----------------------- | -- | -- | ----- | ------ |
| Boston Americans        | 91 | 47 | .659  | -      |
| Philadelphia Athletics  | 75 | 60 | .556  | 14 1/2 |
| Cleveland Blues         | 77 | 63 | .550  | 15     |
| New York Highlanders    | 72 | 62 | .537  | 17     |
| Detroit Tigers          | 65 | 71 | .478  | 25     |
| St. Louis Browns        | 65 | 74 | .468  | 26 1/2 |
| Chicago White Stockings | 60 | 77 | .438  | 30 1/2 |
| Washington Senators     | 43 | 94 | .314  | 47 1/2 |

#### Líderes individuales en principales estadísticas de Liga Americana

##### Bateo
| Estadística         | Jugador         | Equipo | Marca |
| ------------------- | --------------- | ------ | ----- |
| Average de bateo    | Nap Lajoie      | DET    | .344  |
| Home runs           | Buck Freeman    | BOS    | 13    |
| Carreras impulsadas | Buck Freeman    | BOS    | 34    |
| Hits                | Patsy Dougherty | BOS    | 195   |
| Robos de base       | Harry Bay       | CLE    | 45    |
| Carreras anotadas   | Patsy Dougherty | BOS    | 107   |

##### Lanzadores
| Estadística      | Jugador                                                | Equipo              | Marca |
| ---------------- | ------------------------------------------------------ | ------------------- | ----- |
| Victorias        | Cy Young                                               | BOS                 | 28    |
| Ponches          | Rube Waddell                                           | PHI                 | 302   |
| Efectividad      | Earl Moore                                             | CLE                 | 1,74  |
| Juegos salvados  | Bill Deneen George Mullin Al Orth Jack Powell Cy Young | BOS DET WAS STL BOS | 2     |
| Juegos completos | Bill Donovan Rube Waddell Cy Young                     | DET PHI BOS         | 34    |
| Blanqueadas      | Cy Young                                               | BOS                 | 7     |

### Liga Nacional
| Equipo                | G  | P  | Prom. | JV     |
| --------------------- | -- | -- | ----- | ------ |
| Pittsburgh Pirates    | 91 | 49 | .650  | -      |
| New York Giants       | 84 | 55 | .604  | 6 1/2  |
| Chicago Cubs          | 82 | 56 | .594  | 8      |
| Cincinnati Reds       | 74 | 65 | .532  | 16 1/2 |
| Brooklyn Superbas     | 70 | 66 | .515  | 19     |
| Boston Beaneaters     | 58 | 80 | .420  | 32     |
| Philadelphia Phillies | 49 | 86 | .363  | 39 1/2 |
| St. Louis Cardinals   | 43 | 94 | .314  | 46 1/2 |

#### Líderes individuales en principales estadísticas de Liga Nacional

##### Bateo
| Estadística         | Jugador                     | Equipo  | Marca |
| ------------------- | --------------------------- | ------- | ----- |
| Average de bateo    | Honus Wagner                | PIT     | .355  |
| Home runs           | Jimmy Sheckard              | BRO     | 9     |
| Carreras impulsadas | Sam Mertes                  | NY      | 104   |
| Hits                | Ginger Beaumont             | PIT     | 209   |
| Robos de base       | Frank Chance Jimmy Sheckard | CHI BRO | 67    |
| Carreras anotadas   | Ginger Beaumont             | PIT     | 137   |

##### Lanzadores
| Estadística      | Jugador                     | Equipo | Marca |
| ---------------- | --------------------------- | ------ | ----- |
| Victorias        | Joe McGinnity               | NY     | 31    |
| Ponches          | Christy Mathewson           | NY     | 267   |
| Efectividad      | Sam Leever                  | PIT    | 2,06  |
| Juegos salvados  | Carl Lundgren Roscoe Miller | CHI NY | 48    |
| Juegos completos | Joe McGinnity               | NY     | 44    |
| Blanqueadas      | Sam Leever                  | PIT    | 7     |

## Serie Mundial
| Equipo             | G | P |
| ------------------ | - | - |
| Boston Americans   | 5 | 3 |
| Pittsburgh Pirates | 3 | 5 |

|                                                        |
| Campeón de las Grandes Ligas Boston Red Sox 1.º título |